# Jaime Yzaga
Jaime Yzaga Tori (Lima, 23 ottobre 1967) è un ex tennista peruviano.

## Biografia

### Carriera tennistica
Tra i migliori tennisti peruviani di sempre, ha vinto 8 titoli ATP in singolo, arrivando a essere numero 18 del mondo per un breve periodo. Si è ritirato nel 1997. Da diversi anni è il capitano della squadra peruviana di Coppa Davis.

## Statistiche

### Singolare

#### Vittorie (8)
| Legenda                                                      |
| Grande Slam (0)                                              |
| Tennis Masters Cup / ATP World Tour Finals (0)               |
| ATP Super 9 / Masters Series (0)                             |
| ATP Championship Series / ATP International Series Gold (1)  |
| Grand Prix / ATP World Series / ATP International Series (7) |

| Numero | Data             | Torneo                                         | Superficie  | Avversario in finale | Punteggio                |
| 1.     | 26 luglio 1987   | Schenectady Open, Schenectady                  | Cemento     | Jim Pugh             | 0–6, 7–6, 6–1            |
| 2.     | 15 novembre 1987 | ATP San Paolo, San Paolo                       | Cemento     | Luiz Mattar          | 6–2, 4–6, 6–2            |
| 3.     | 27 novembre 1988 | ATP Itaparica, Itaparica                       | Cemento     | Javier Frana         | 7–6, 6–2                 |
| 4.     | 12 maggio 1991   | U.S. Men's Clay Court Championships, Charlotte | Terra rossa | Jimmy Arias          | 6–3, 7–5                 |
| 5.     | 12 gennaio 1992  | Heineken Open, Auckland                        | Cemento     | MaliVai Washington   | 7–6(6), 6–4              |
| 6.     | 19 aprile 1992   | Tampa Open, Tampa (1)                          | Terra rossa | MaliVai Washington   | 3–6, 6–4, 6–1            |
| 7.     | 9 maggio 1993    | Tampa Open, Tampa (2)                          | Terra rossa | Richard Fromberg     | 6–4, 6–2                 |
| 8.     | 10 ottobre 1993  | Australian Indoor Championships, Sydney        | Cemento (i) | Petr Korda           | 6–4, 4–6, 7–6(4), 7–6(7) |

#### Finali perse (3)
| Legenda                                                      |
| Grande Slam (0)                                              |
| Tennis Masters Cup / ATP World Tour Finals (0)               |
| ATP Super 9 / Masters Series (0)                             |
| ATP Championship Series / ATP International Series Gold (0)  |
| Grand Prix / ATP World Series / ATP International Series (3) |

| Numero | Data            | Torneo                                         | Superficie  | Avversario in finale | Punteggio     |
| 1.     | 7 maggio 1989   | WCT Tournament of Champions, Forest Hills      | Terra rossa | Ivan Lendl           | 2–6, 1–6      |
| 2.     | 28 ottobre 1990 | ATP San Paolo, San Paolo                       | Sintetico   | Robbie Weiss         | 6–3, 6–7, 3–6 |
| 3.     | 18 aprile 1993  | U.S. Men's Clay Court Championships, Charlotte | Terra rossa | Horacio de la Peña   | 6–3, 3–6, 4–6 |

### Doppio

#### Finali perse (3)
| Legenda                                                      |
| Grande Slam (0)                                              |
| Tennis Masters Cup / ATP World Tour Finals (0)               |
| ATP Super 9 / Masters Series (0)                             |
| ATP Championship Series / ATP International Series Gold (0)  |
| Grand Prix / ATP World Series / ATP International Series (3) |

| Numero | Data            | Torneo                                          | Superficie  | Compagno       | Avversari in finale               | Punteggio     |
| 1.     | 10 luglio 1988  | U.S. Pro Tennis Championships, Boston           | Terra rossa | Bruno Orešar   | Jorge Lozano Todd Witsken         | 2–6, 5–7      |
| 2.     | 14 maggio 1989  | U.S. Men's Clay Court Championships, Charleston | Terra rossa | Agustín Moreno | Mikael Pernfors Tobias Svantesson | 4–6, 6–4, 5–7 |
| 3.     | 1º ottobre 1989 | ATP Bordeaux, Bordeaux                          | Terra rossa | Agustín Moreno | Tomás Carbonell Carlos Di Laura   | 4–6, 3–6      |